# Кръсте Зограф
Хаджи Кръсте (Кицо) Зограф е български зограф от Македония.

## Биография
Роден е във Велес и става зограф. Споменат е от сина си хаджи Коста Кръстев, когото обучава за зограф, и който се занимава и с фотография, в надписа на Неготинския манастир. Негови творби са регистрирани от 1815 до 1834 година.
Кръсте Зограф е автор на иконата на Свети Тома във велешката църква „Свети Спас“, на която има надпис „Сиа ікона приложи еснафъ мутаѵчиски за дшевни им спасенне 1829 рукоѧ Кртста зографа“. Негова е и иконата на Петър и Павел от Църковния музей в Скопие, на която има надпис: „Икону сию приложиша еснафъ терзиски 1819“. Запазен е негов подпис в църквата „Успение на Пресвета Богородица“ в село Ваташа на иконата на Богородица, която е датирана 22 септември 1819 година. Според друг източник всички икони във Ваташа са негово дело и са от 1828 година. Негово дело е иконата „Богородица с дете“ в Лешочкия манастир, която е датирана 1831 година. Негови подписани икони има и в „Успение Богородично“ в Ново село и в „Свети Никола“. Приписват му се иконата „Възнесение Господне“ в храма „Свети Георги“ в Кочани, икони в „Свети Никола“ в Джидимирци, „Свети Илия“ в Радовиш, „Свети Никола“ и „Свети Йоан Кръстител“ в Кратово и „Свети Никола“ в Търкане.
Иконите му видимо са свързани със Светогорската школа. Голяма е вероятността да е сътрудник на Христо Димитров, основателя на Самоковската школа, който работил на Света гора. Много често в храмовете, в които има негово творчество има и дела на светогорски майстори. Кръсте е добър познавач на зографския занаят и владее добре рисунъка. В неговото творечество доминират промени в колорита, употребата на по-живи тонове и доминация на златото. В течение на времето е видна постепенната поява на барокови елементи, както и обогатяване на научените от Света гора форми. Сигнатурите на Кръсте Зограф винаги са славянски, фонът е монохромен или облаци в меки, разляти въздушни маси. Драпериите са грижливо изписани с разтрито злато.